# Dryopithecus
Dryopithecus var ett släkte av utdöda människoartade apor från miocen, 9-12 miljoner år sedan, utbredda över stora delar av Gamla världen.
Det vetenskapliga namnet är bildat av de grekiska orden dryos (träd) och pithēkos (apa).
Flera fossil som räknas till släktet hittades vid fyndplatsen Can Llobateres när staden Sabadell i nordöstra Spanien. I samma sediment upptäcktes dessutom flera andra utdöda däggdjur.
På grund av skelettets form antas att individerna gick på fyra extremiteter och att de levde i träd. Några detaljer vid arternas okbensbåge tyder på att de är närmare släkt med orangutanger än med andra människoartade apor.